# (200384) 2000 QY182
(200384) 2000 QY182 es un asteroide perteneciente al cinturón de asteroides descubierto el 31 de agosto de 2000 por el equipo del Lincoln Near-Earth Asteroid Research desde el Laboratorio Lincoln, Socorro, Nuevo México, Estados Unidos.

## Designación y nombre
Designado provisionalmente como 2000 QY182.

## Características orbitales
2000 QY182 está situado a una distancia media del Sol de 2,519 ua, pudiendo alejarse hasta 3,165 ua y acercarse hasta 1,873 ua. Su excentricidad es 0,256 y la inclinación orbital 3,711 grados. Emplea 1460,48 días en completar una órbita alrededor del Sol.

## Características físicas
La magnitud absoluta de 2000 QY182 es 17,1. 